# 紐蘭 (北卡羅萊納州)
紐蘭（英語：Newland）是一個位於美國北卡羅萊納州埃弗里縣的城鎮。同時該地也是埃弗里縣的縣治。

## 人口
根據2020年美國人口普查的數據，紐蘭的面積為1.94平方千米，皆為陸地。當地共有人口715人，而人口密度為每平方千米369人。